# КК Ауксилијум Торино
КК Ауксилијум Торино (итал. Auxilium Pallacanestro Torino) је италијански кошаркашки клуб из Торина. Из спонзорских разлога пун назив клуба тренутно гласи Фијат Торино (Fiat Torino). У сезони 2018/19. такмичи се у Серији А Италије и у Еврокупу.

## Историја
Клуб је основан 1974. године. У сезони 1975/76. први пут се такмичио у највишем рангу. Најбољи резултати у националном првенству били су пласмани у полуфинале плеј-офа. Године 2018. освојио је Куп Италије.
У сезони 1975/76. био је финалиста Купа Радивоја Кораћа.

## Успеси

### Национални
- Куп Италије:
  - Победник (1): 2018.

- Суперкуп Италије:
  - Финалиста (1): 2018.

### Међународни
- Куп Радивоја Кораћа:
  - Финалиста (1): 1976.

## Учинак у претходним сезонама
| Сез.     | Првенство Италије | Куп Италије | Европско такмичење | Европско такмичење |
| -------- | ----------------- | ----------- | ------------------ | ------------------ |
| 2015/16. | 15. место         | —           | —                  |                    |
| 2016/17. | 11. место         | —           | —                  |                    |
| 2017/18. | 11. место         | Победник    | Еврокуп — Топ 16   |                    |
| 2018/19. | 16. место         | —           | Еврокуп — Топ 24   |                    |

## Познатији играчи
- Саша Вујачић